# Mysterious Magic
「Mysterious Magic」（ミステリアス・マジック）は、日本のロックバンド・Do As Infinityの27作目（通算28作目）のシングル。

## 概要
- 前作「黄昏」から約3年1ヶ月ぶりにして、アルバム『BRAND NEW DAYS』からの先行シングル。
- 表題曲はテレビアニメ『FAIRY TAIL』のオープニングテーマに使用された[1][2][3]。テレビアニメのタイアップは「君がいない未来」以来5作ぶりとなった。
- カップリング曲はユニー『アピタ・ピアゴ ジロンニット』のCMソングに使用された。カップリング曲にタイアップが付くのは「真実の詩」以来13作ぶりとなった。
- ジャケットが異なるCD規格のフェアリーテイル盤と通常盤、CD+DVD盤の3形態で発売された。フェアリーテイル盤はアニメ絵柄ジャケット、CD+DVD盤のDVDには表題曲のミュージック・ビデオとメイキング映像が収録され、表題曲とカップリング曲のインストゥルメンタルが収録された。

## 収録曲
1. Mysterious Magic [2:43]
作詞：Kyasu Morizuki
作曲：Peter Mansson、Jonas Harmansson、Melisa Bester
編曲：Seiji Kameda
2. Tidy Beauty [4:21]
作詞：Tatsuji Ueda
作曲・編曲：COZZi
3. Mysterious Magic (Instrumental)
作曲：Peter Mansson、Jonas Harmansson、Melisa Bester
編曲：Seiji Kameda
表題曲のインストゥルメンタルバージョン。
4. Tidy Beauty (Instrumental)
作曲・編曲：COZZi
カップリング曲のインストゥルメンタルバージョン。

## 参加ミュージシャン
Do As Infinity
- 伴都美子：Vocal & Chorus (#1,2)
- 大渡亮：Guitar (全曲)

Support Musician
- 豊田泰孝：Manipulator (#1,3)

## タイアップ
- テレビ東京系列アニメ『FAIRY TAIL』第2期3代目オープニングテーマ (#1)
- ユニー『アピタ・ピアゴ ジロンニット』CMソング (#2)

## 収録アルバム
- BRAND NEW DAYS (#1)
- Anime and Game COLLECTION (#1)
- 2 of Us [BLUE] -14 Re:SINGLES- (#1 2 of Us)
- Do The B-side 2 (#2)
- Powers Selection (#1)
- Do The Complete (#1)